# Wiek rębności
Wiek rębności – wiek, w którym drzewostan danego gatunku powinien być przeznaczony do wyrębu (do użytkowania rębnego). W drzewostanach wielogatunkowych wiek rębności dostosowuje się do gatunku panującego.
Wiek rębności jest różny dla różnych gatunków drzew i wynosi np. dla sosny 110 lat, dla dębu 120–140 lat, dla olszy 60–80 lat, dla osiki 50–60 lat. Dolna granica wieku rębności przyjmowana jest na posiedzeniu Komisji Techniczno Gospodarczej, jaka odbywa się co 10 lat w nadleśnictwach, w ramach przyjęcia i zatwierdzania Planu Urządzenia Lasu. Wiek ten zależy m.in. od funkcji lasu, przyjętego celu produkcji (np. drewno tartaczne wymaga wyższego wieku rębności) oraz od bonitacji drzew (na siedliskach żyznych wiek rębności jest niższy niż na siedliskach ubogich).